# Даунке, Марта
Марта Даунке (нем. Martha Daunke; ноябрь 1899, Бре́слау — 1967) — немецкая шахматистка, участница чемпионата мира по шахматам среди женщин (1927).

## Биография
В 1927 году Марта Даунке приняла участие в первом турнире за звание чемпионки мира по шахматам, где она заняла 12-е место. В 1939 году она приняла участие в первом чемпионате Германии по шахматам среди женщин в Штутгарте, где заняла 5-е место. В 1943 году была шестой на чемпионате Германии среди женщин.
После Второй мировой войны Марта Даунке участвовала в чемпионатах ГДР по шахматам среди женщин где лучший результат показала в чемпионате Советской зоны оккупации Германии в 1948 году в Бад-Доберане, когда поделила первое место и только в дополнительном матче проиграла Гертруде Нюскен. В чемпионатах ГДР по шахматам среди женщин она продолжала участвовать до конца 1950-х (1949, 1950, 1951, 1952, 1954, 1957).